# هان‌نو
هان‌نو در استان سایتاما در کشور ژاپن واقع شده است  که دارای جمعیت ۸۴٬۰۵۳ نفر و مساحت ۱۹۳٫۱۶ کیلومتر مربع با تراکم جمعیت ۴۳۵  نفر در کیلومترمربع است و در تاریخ ۱ ژانویه ۱۹۵۴ به عنوان شهر شناخته شد.